# Lauritta Onye
Lauritta Onye (sinh ngày 4 tháng 1 năm 1984) là một vận động viên Paralympic thi đấu trong các sự kiện ném phân loại F40. Cô đã thi đấu tại Paralympic mùa hè 2016 ở Rio de Janeiro giành giải vàng trong loạt bắn F40. Onye cũng là một nữ diễn viên, thi đấu dưới cái tên Laury White.

## Lịch sử cá nhân
Onye sinh ra ở Owerri, Nigeria năm 1999. Cô ấy đến từ Ikeduru. Onye được sinh ra với một dạng achondroplasia và cao 1,25 mét (4,1 ft). Ngoài thể thao, Onye có tham vọng trở thành một nữ diễn viên và năm 2015, cô tham gia bộ phim Nollywood Lords of Money, xuất hiện dưới tên Laury White.

## Sự nghiệp điền kinh
Onye đã tham gia môn điền kinh vào năm 2008, nhưng cô đã không tạo được ảnh hưởng trên trường quốc tế cho đến khi có sự thay đổi về luật phân loại điền kinh Para-điền kinh vào năm 2012. Trước năm 2012, các vận động viên có tầm vóc ngắn đã được phân loại theo quy tắc F40, bao gồm bất kỳ đối thủ nữ nào dưới 140 cm. Trong nỗ lực cân bằng lĩnh vực, phán quyết năm 2012 đã phân chia phân loại F40 thành F40 và F41, với F40 hiện dành cho các vận động viên nữ 125   cm trở xuống, đặt Onye là một trong những vận động viên cao nhất trong lớp của cô.
Một trong những giải đấu quốc tế lớn đầu tiên tổ chức sự kiện ném cho các vận động viên phân loại F40 là Giải vô địch thế giới điền kinh IPC 2015 được tổ chức tại Doha. Onye bước vào sự kiện duy nhất được tổ chức cho các vận động viên F40, đẩy tạ. Onye đã tham dự Giải vô địch thế giới với tư cách là một trong những mục yêu thích, đã thiết lập khoảng cách kỷ lục thế giới là 7,59 mét ở Tunisia vào tháng 3 đầu năm. Tại Doha Onye đã cải thiện thành tích của chính mình bằng cách ném khoảng cách 7,72 vào lần thử đầu tiên. Đối thủ gần nhất của cô, Lara Baars của Hà Lan, đã ném tốt nhất 6,80, bản thân nó là một kỷ lục châu Âu, nhưng gần một mét so với Onye. Đó là huy chương duy nhất của đội tuyển Nigeria.
Khi trở về Nigeria, các vận động viên Olympic và Paralympic hàng đầu của đất nước đã được Tổng thống Buhari tiếp nhận và trao tài trợ để hỗ trợ tập luyện cho các vận động viên cho Thế vận hội 2016 ở Rio de Janeiro. Mặc dù Onye tuyên bố tài trợ sắp tới, nhưng cả cô, không phải huấn luyện viên của cô đều nhận được tiền dẫn đến tác động tiêu cực đến sự chuẩn bị của Onye cho Rio. Cô tin rằng đó là do cô là một vận động viên khuyết tật mà số tiền không được phân bổ cho cô. Đáp lại, cô dọa rút khỏi Thế vận hội.
Bất chấp những khó khăn tài chính, Onye đã đại diện cho Nigeria tại Paralympics mùa hè 2016, bước vào loạt đẩy tạ (T40). Onye thống trị lĩnh vực của cô, đánh bại Rima Abdelli của Tunisia vào vị trí bạc. Khi trở thành vận động viên T40 đầu tiên ném xa hơn tám mét, Onye đã phản ứng hào hứng bằng cách quay cuồng và nhảy trước đám đông Brazil.
Thành tích:
- 2011: Đại hội Thể thao Toàn Châu Phi - Huy chương Huy chương Bạc
- 2015: Giải vô địch châu Phi-Tunisia bắn Put-Gold và huy chương bạc Discus-Silver
- Giải vô địch thế giới điền kinh IPC 2015 (Giải vô địch điền kinh Para thế giới) - Doha, Huy chương vàng Đẩy tạ.
- 2016: Paralympics - Huy chương vàng Đẩy tạ tại Rio và Kỷ lục thế giới mới là 8.4m